# 接合菌綱
接合菌綱(せつごうきんこう　Class Zygomycetes)は、接合菌門(Zygomycota)の中の分類群の一つ。接合菌門の内、一般的なカビに類するものが含まれる。ただし、菌界全体にわたる分類体系の見直しの中、2010年現在で、この綱そのものを解体する案が浮上、有力視されている。そのため、以下の記述はこの件に関するもの以外は、過去の分類体系によるものである。

## 特徴
一般的には菌糸を形成する糸状菌である。菌糸に隔壁のない多核体の菌糸体を形成するのが原始的なものと考えられる。ケカビなどは太くて、先端が細く樹枝状に枝分かれした菌糸を作り、古くなった部分や生殖器官の位置にだけ隔壁を生じる。トリモチカビ目のものは非常に細い菌糸を出す。キクセラ目やディマルガリス目のものは比較的一定の太さで、規則的な隔壁を生じる。ハエカビ目のものは菌糸があまり発達せず、太短い棒状の構造にとどまる例もある。トリモチカビ目の内部寄生のものにも菌糸がほとんど発達しない例がある。

## 生殖
無性生殖は胞子嚢胞子、分生子などによる。
- 胞子嚢胞子は菌糸の先端が膨らみ、内部が多数の細胞に分かれ、それぞれが胞子となるもので、外壁が壊れて散布される。この形態から発展的に変化したものに小胞子嚢、分節胞子嚢などがある。ケカビ目、トリモチカビ目などで見られる。
- 分生子は外生的に菌糸から出芽や分裂によって作られるもので、普通は子嚢菌や担子菌の形成するものをこう呼ぶ。コウガイケカビなどのものも古くはそう呼ばれたが、後に単胞子の小胞子嚢と判断され、接合菌類の分生子は小胞子嚢か分節胞子嚢の単胞子のものに由来するとの認識を持たれたこともある。しかし、トリモチカビ目やハエカビ目のものにはそう判断できる根拠が見受けられない。これらを真正の分生子とする判断もある。
- 厚壁胞子は、菌糸の一部が厚壁化したものであり、様々な菌類が形成する。グロムス目のものでは、これのみが知られる。

有性生殖は、菌糸かそれに由来する配偶子嚢が互いに接触し、融合して接合胞子を形成することによる。接合胞子は接合胞子嚢の内部にただ1個だけ作られる。多くの場合、接合胞子嚢はほぼ球形で、厚い壁を持つ。その内部では両者の核が融合し、その後減数分裂を行い、その中から一つの核が発芽に与るが、このあたりの経緯にはいくつかの型がある。
接合と接合胞子嚢形成にはいくつかの型がある。
- ケカビなどでは両側の菌糸が互いに向かい合って伸び、接触した部分で両側の細胞の一部が融合して接合胞子嚢となる。出来上がったものはHの字の横棒の真ん中に接合胞子嚢が挟まったように見えるため、H字型などとも言う。ケカビ目の多くがこれである。キクセラ目などでは配偶子嚢が区別できないが、ややこれに似る。
- コウガイケカビでは、まず菌糸が互いに触れあった後に、配偶子嚢が互いに平行してすこし伸び、先端が向き合ってその間に接合胞子嚢ができる。これを釘抜き型などという。他にトリモチカビ目もこの型である。
- ハエカビ目では、菌糸同士が接合した後、その側面に膨らみを生じ、それが発達して出芽状に接合胞子嚢ができる。

なお、単独でも接合胞子を形成するものを自家和合性、特定の株同士でなければ接合しないものを自家不和合性と言うが、後者に属するものがかなり多く、未だに接合の様子が知られていない分類群も多い。
子実体は、アツギケカビ目などで知られる。丸くて小さいものである。

## 分類
様々な性格の菌種が含まれる。2000年代初頭において約1000種ほどが知られる。1980年頃までは、大きな菌糸体を作る、通常のカビ的なものをケカビ目にまとめ、菌糸体があまり発達しない、昆虫寄生のものをハエカビ目、線虫やアメーバなどに寄生する小型のものをトリモチカビ目とし、この3つで接合菌綱を構成させた。
1990年代においては普通は以下の７目を認めた。
- ケカビ目　Mucorales：ケカビ・クモノスカビなど

菌糸体はよく発達・胞子のう・小胞子のう・分節胞子のうなど・腐性または寄生
- ディマルガリス目　Dimargalitales：ディマルガリスなど

ケカビ類の条件的寄生菌：2胞子の分節胞子のう
- キクセラ目　Kickxellales：ブラシカビなど

単胞子の分節胞子のうを出芽的に生じる・特有の胞子形成枝（スポロクラディア）をもつ
- アツギケカビ目　Endogonales：アツギケカビなど

地下に子実体を形成・外菌根を作る
- グロムス目　Glomales：グロムスなど

地下に大型の胞子を形成・多くの維管束植物の根にアーバスキュラー菌根を形成
- ハエカビ目　Entomophthorales：ハエカビなど

射出式の分生子（？）を形成・菌糸体はあまり発達せず・昆虫などに寄生，一部は腐性
- トリモチカビ目　Zoopagales：トリモチカビ・エダカビなど

分節胞子のう・分生子（？）など・菌寄生菌・線虫捕食菌・その他微小動物の寄生菌と捕食菌を含む
2000年代初頭において、先述のようにグロムス目の独自性をさらに強く認め、独立門とする説なども認められつつあった。また、ハエカビ目に含まれている腐生菌のバシジオボルス類、ケカビ目に含めていたクサレケカビ類は独立目とする説が浮上している。また、これまではこの類とは関係を取りざたされていなかったもので、新たに問題となっているのがゲオシフォンである。これは、土壌性で嚢状の藻類様の生物で、実は菌糸内に藍藻が共生するという妙なもので、胞子などの菌類的な生殖器官はいっさい発見されておらず、分子系統のデータのみからグロムス類との関係が示唆されている。さらに2007年の英国菌学会報での発表では、接合菌綱そのものが解体され、その存在が認められないことになった。この体系では、以下のような形になっている。
- グロムス目は独立した門であると認められ、新たにグロムス門とした。
- それ以外のものについては、門の所属が確定できないとして、門を指定しないままに以下の亜門を立てる。
- ケカビ亜門：ケカビ目、およびクサレケカビ目・アツギケカビ目を含む。
- ハエカビ亜門：ハエカビ目のほとんどを含める。
- キックセラ亜門：キックセラ目・ディマルガリス目と、トリコミケス綱に所属させていたもののうちでハルペラ目とアセラリア目を併せる。
- トリモチカビ亜門：トリモチカビ目を含める。

なお、ハエカビ目に所属させていたバシジオボルスは、接合菌類とツボカビ門をつなぐ存在ではないかとされたこともあるが、現時点では所属不明との扱いになっており、ハエカビ亜門に含めていない。
その後も検討は続き、情報が集まるにつれてその系統関係も次第にはっきりしてきた結果、2023年時点ではケカビ亜目、クサレケカビ亜目、グロムス亜目をケカビ門 Mucoromycota に、トリモチカビ亜門、ハエカビ亜門、キックセラ亜門をトリモチカビ門 Zoopagomycota に纏める説が定着しつつある。